# Samoa
Samoa (dříve Západní Samoa), plným názvem Nezávislý stát Samoa (samojsky Malo Sa'oloto Tuto'atasi o Samoa), je stát v západní části Samojských ostrovů v Polynésii (ve východní části souostroví se nachází Americká Samoa). Rozloha 2831 km², 205 557 obyvatel (2020). Hlavní město je Apia (36 000 obyv.). Administrativně se člení na 11 distriktů (A'ana, Aiga-i-le-Tai, Atua, Fa'asaleleaga, Gaga'emauga, Gagaifomauga, Palauli, Satupa'itea, Tuamasaga, Va'a-o-Fonoti, Vaisigano).

## Historie
Oblast dnešní Samoy byla osídlena Polynésany v 10.–7. století př. n. l. Roku 1722 ostrovy objevili nizozemští a francouzští mořeplavci. Podle velkého množství plavců na člunech byly ostrovy nazvány francouzským mořeplavcem Bougainvillem Plavecké ostrovy (Îles des Navigateurs). První kolonisté však byli Britové. V 19. století se o Samou začali zajímat USA a Německo. Na berlínské konferenci v roce 1899 si tyto mocnosti rozdělily sféry vlivu. Samojské ostrovy byly rozděleny 171. poledníkem. Západní část byla spravována Německem označována jako Německá Samoa a východní USA známá jako Americká Samoa. Na počátku 1. světové války byla německá (západní) část Samoy obsazena Novým Zélandem, který ostrovy spravoval až do roku 1962 jako mandátní území Společnosti národů, později poručenské území OSN
1. ledna 1962 byl vyhlášen nezávislý stát Západní Samoa na základě referenda. Východní část zůstala nadále pod správou USA jako Americká Samoa.
15. prosince 1976 byla Západní Samoa přijata do OSN jako 147. členský stát. Dne 4. července 1997 země upravila ústavu a ze svého oficiálního názvu vypustila označení Západní. V roce 2009 vláda změnila pravidla silničního provozu zprava do levé části vozovky, stejně jako většina zemí Commonwealthu, jako je Austrálie a Nový Zéland.
Na konci prosince 2011 stát změnil posun časového pásma z UTC-11 na dnešních UTC+13, z důvodu zjednodušení obchodování s Austrálií a Novým Zélandem.
V roce 2007 zemřel poslední nevolený panovník Malietoa Tanumafili II. a Samoa přešla na formu republiky parlamentního typu. 29. září 2009 zasáhlo Samou zemětřesení o síle 8,3 stupně Richterovy stupnice. Při následné vlně tsunami zahynulo několik desítek lidí.
V roce 2021 se Fiamē Naomi Matá’afa stala první ženskou předsedkyní vlády státu Samoa.
V srpnu 2022 zákonodárné shromáždění státu znovu jmenovalo Tuimalealiʻifano Vaʻaletoʻa Sualauvi II hlavou státu (náčelníkem) na druhé funkční pětileté období.

## Státní symboly

### Vlajka
Samojská vlajka je tvořena červeným listem o poměru stran 1:2 s modrým kantonem, ve kterém je pět bílých, nestejně velkých pěticípých hvězd, seřazených do tvaru souhvězdí Jižního kříže.

### Znak
Samojský státní znak je tvořen modro-stříbrně konturovaným štítem v modré barvě s pěti stříbrnými, pěticípými hvězdami ve tvaru souhvězdí Jižního kříže. Ve stříbrné hlavě štítu je kokosová palma se třemi žlutými ořechy se stylizovanou, zelenou, mořskou hladinou v pozadí. Štít je položen na červenou souřadnicovou síť (pocházející z vlajky OSN), mezi dvě zelené olivové ratolesti. Nad štítem je (částečně přes síť) modrý kříž s červeno-stříbrnou konturou. Z každého ze čtyř rohů kříže vycházejí vždy tři červené paprsky. Pod štítem je stříbrná stuha s červeným nápisem FA'AVAE I LE ATUA SAMOA (česky Nechť je bůh základem Samoy).

## Geografie

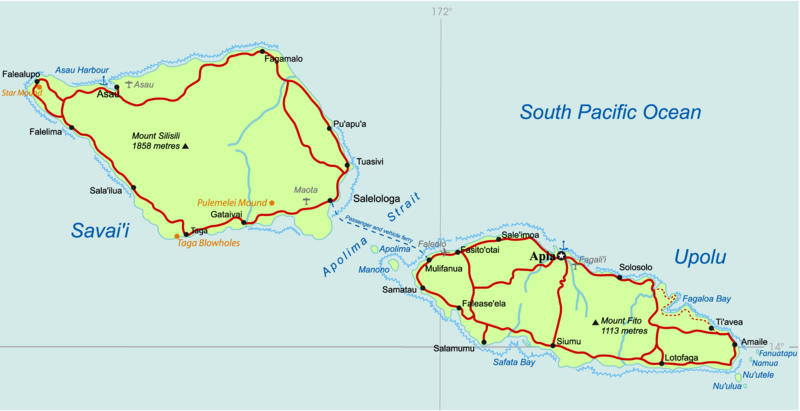
Mapa Samoy

Samoa leží jižně od rovníku, asi na půli cesty mezi Havají a Novým Zélandem, v polynéské oblasti Tichého oceánu. Celková rozloha pevniny je 2 842km2 skládající se ze dvou velkých ostrovů Upolu a Savai'i (které dohromady tvoří 99 % celkové rozlohy pevniny) a osmi malých ostrůvků.
Jedná se o ostrůvky:
- tři ostrůvky v Apolimském průlivu (ostrov Manono, Apolima a Nu'ulopa)
- čtyři ostrovy Aleipata na východním konci ostrova Upolu (Nu'utele, Nu'ulua, Namua a Fanuatapu)
- Nu'usafe'e

Hlavní ostrov Upolu je domovem téměř tří čtvrtin obyvatel Samoy a hlavního města Apia.
Samojské ostrovy jsou geologicky výsledkem vulkanismu, který má původ v oblasti Samoy, která je pravděpodobně výsledkem plášťového chocholu. Všechny ostrovy mají sopečný původ, pouze Savai'i, nejzápadnější ostrov na Samoy, zůstává vulkanicky aktivní, s posledními erupcemi na hoře Matavanu (1905–1911), Mata o le Afi (1902) a Mauga Afi (1725). Nejvyšším bodem Samoy je hora Silisili s výškou 1 858 m. Lávová pole Saleaula, která se nacházejí na centrálním severním pobřeží Savai'i, jsou výsledkem erupcí sopky Matavanu, která po sobě zanechala 50km2 ztuhlé lávy.
Savai'i je největší ze samojských ostrovů a šestý největší polynéský ostrov (po Severním, Jižním a Stewartově ostrově Nového Zélandu a havajských ostrovech Havaj a Maui). Savai'i má 42 000 obyvatel.

## Obyvatelstvo

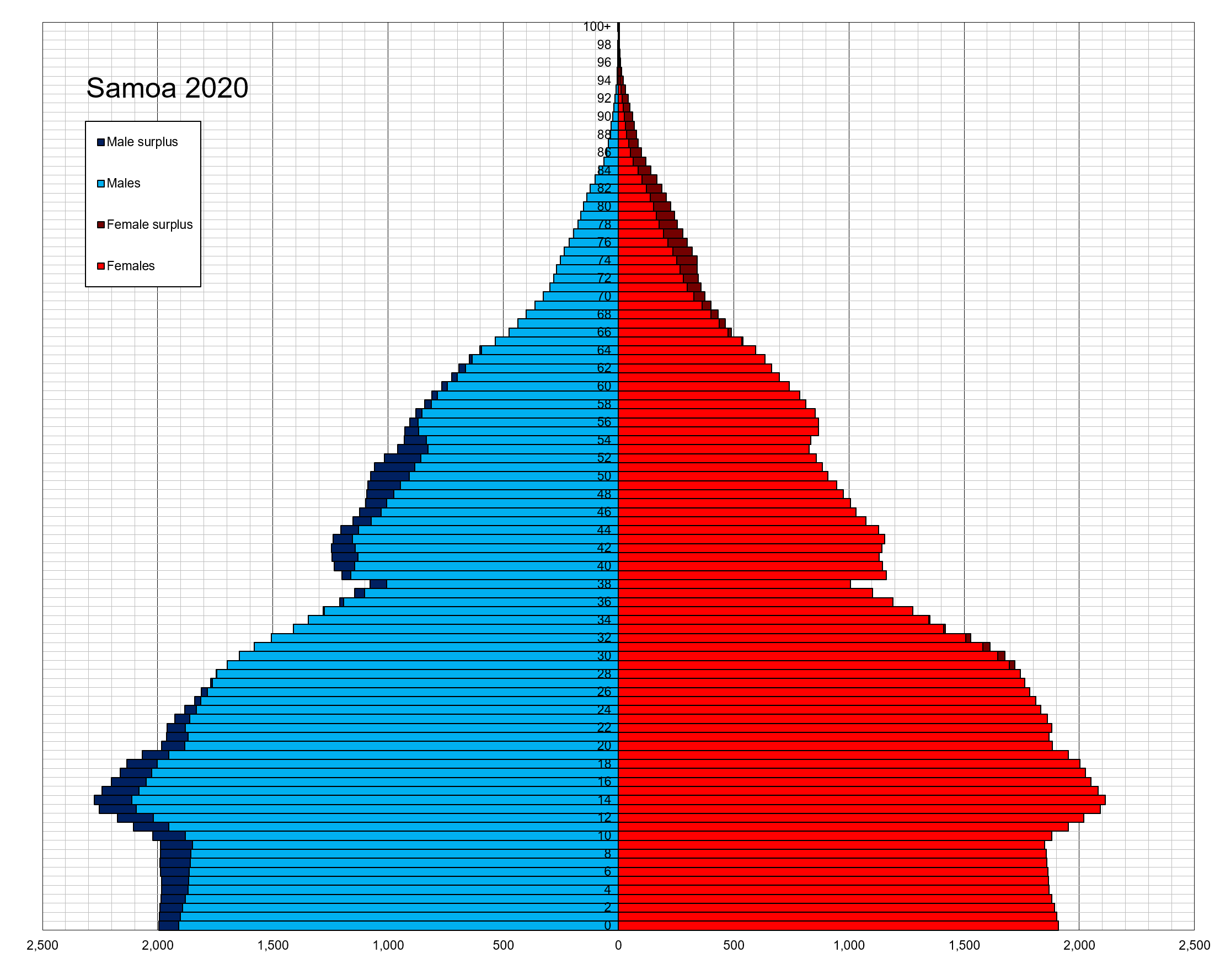
Věková struktura Samoy roku 2020

Obyvatelstvo tvoří převážně Samoané (92,6 %), míšenci Evropanů a Polynésanů (7 %), Evropané (0,4 % , čili necelých 800 obyvatel v r.2020). Téměř všichni obyvatelé (99,7 %) se hlásí ke křesťanství. Hlavní náboženské skupiny jsou kongregacionalisté (34,8 % obyvatel), římští katolíci (19,6 %), metodisté (15 %), mormoni (12,7 %), Apoštolská církev (6,6 %), adventisté sedmého dne (3,5 %), tj. celkem 92,2 (včetně mormonů=synkretické církve) a malá minorita : víra bahá'í (stav podle sčítání lidu v roce 2001).
Na ostrovech se používá samojština a angličtina. Gramotnost dosahuje 99,7 %. Porodnost 2,94 dětí na jednu ženu. Lidé se zde dožívají 71 let. Průměrný věk je 25,2 let.

## Státní zřízení

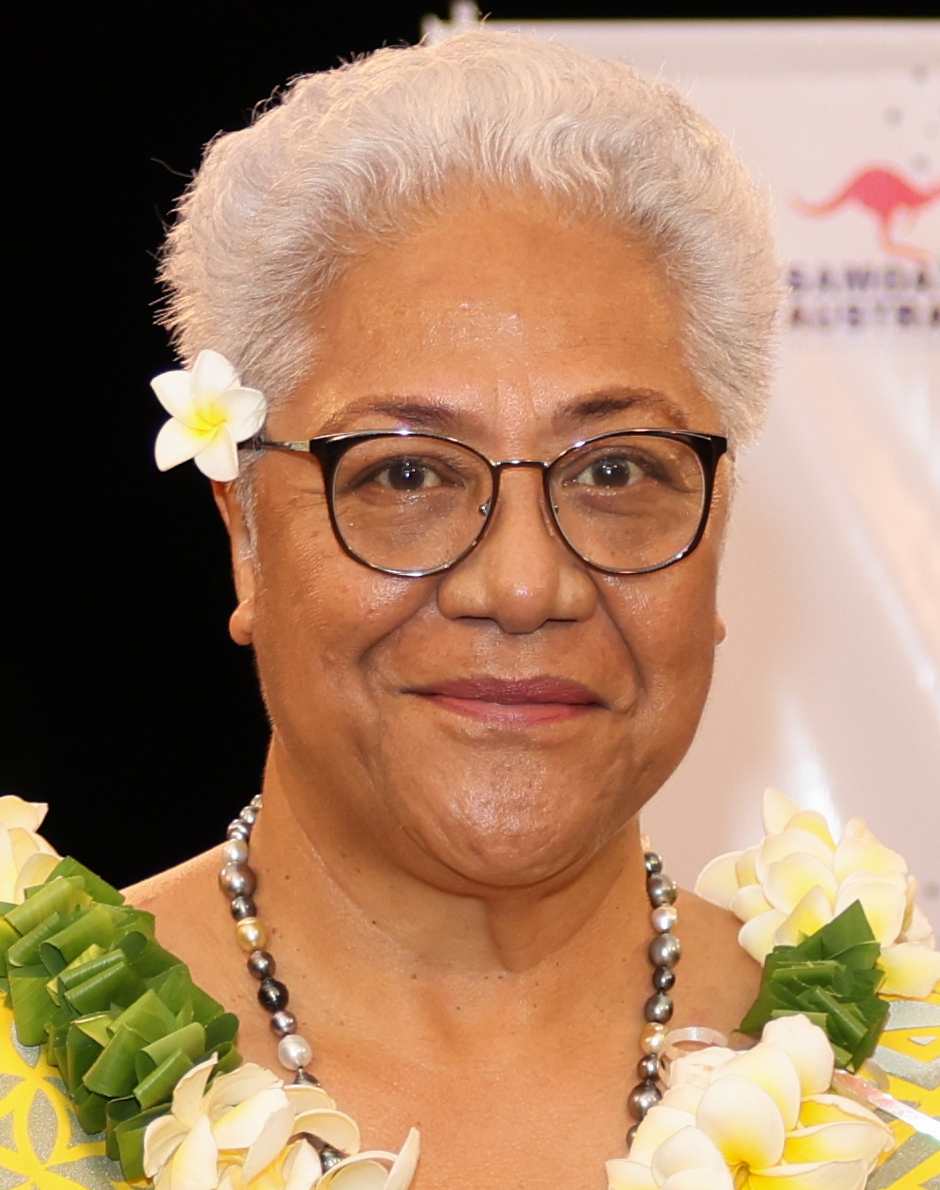
Fiamē Naomi Mataʻafa, 7. předsedkyně vlády Samoy (2022)

V čele státu stojí volený náčelník s 5letým funkčním obdobím. Oficiálními doživotními hlavami státu se stali dva nejvyšší náčelníci, kteří tuto funkci zastávali při vyhlášení nezávislosti v roce 1962. Po roce 1963 zůstal jedinou hlavou státu Malietoa Tanumafili II. do roku 2007, kdy zemřel. Jeho nástupci jsou však již voleni pouze na funkční období 5 let. Ovšem v ústavě není psáno, zda jde o republiku, nebo o monarchii. Samoa se někdy označuje jako monarchie.

## Ekonomika
Samoa je rozvojový stát. Centrální banka Samoy vydává a reguluje samojskou měnu samojskou talu. Ekonomika státu závisí na místním zemědělství a rybolovu.
Šedesát procent elektřiny pochází z obnovitelných vodních, solárních a větrných zdrojů, zbytek vyrábí dieselové generátory.
V zemědělství pracují dvě třetiny obyvatelstva a vyprodukují 90 % exportu. Z plodin se sklízí kokosové ořechy, kopra, kokosový olej, taro, banány, papája, ananasy, mango a kakao. Chovají se prasata, skot a drůbež. Významná je i těžba dřeva. Část obyvatel se věnuje rybolovu.
Hlavními obchodními partnery země jsou zejména Nový Zéland, Austrálie a Fidži.
V prosinci 2011 byla i z tohoto důvodu posunuta mezinárodní datová hranice, aby se z původní polohy země na východní straně ocitla na západní straně. Tím došlo k časovému posunu. Původně země byla 21 hodin za Austrálií a 23 hodin za Novým Zélandem. Změnou datové hranice se ocitla 1 hodinu před Novým Zélandem a tři hodiny před Austrálií. Země si tím ulehčila obchodování, protože země původně ztrácela dva dny při exportu i importu. Když zde byl pátek, tak u hlavních obchodních partnerů byla sobota a když měla Samoa sobotu, tak v Austrálii byla neděle.
V roce 2023 se Samoa podílela na exportu domácí produkce ve výši 45 %. Z toho byly hlavními komoditami čerstvé ryby – 20 %, kokosový olej 11 % a rostlina Kolokázie jedlá zvaná též taro – 3,3 %. Do země ročně přijede cca 120 000 turistů a turistický ruch pro Samou představuje 25 % HDP. Jedna továrna zaměstnává 3000 lidí výrobou elektrických přístrojů pro australskou automobilku. HDP v přepočtu na osobu a rok činí 4067 USD (2020).

## Doprava
V zemi jsou tři letiště s pevnou a jedno s nezpevněnou vzletovou a přistávací dráhou. Mezinárodní letiště se nachází cca 30 km od hlavního města. Při odletu je nutno platit odletovou taxu ve výši 40 tala (03/24) (1 tala = cca 8,5 Kč).
Na obou hlavních ostrovech je cca 790 km zpevněných a 332 km nezpevněných silnic. Na ostrove Savai'i je zpevněná cesta jen kolem ostrova podél pobřeží, na ostrově Upolu je krom okružní cesty možnost průjezdu po dvou cestách napříč ostrovem (sever–jih). Doprava mezi oběma ostrovy je zajištěna trajekty (cca každé 2 hodiny) nebo letecky. V hlavním městě Apia se nachází přístav.
K 7. září 2009 došlo v zemi k zásadní změně – vláda změnila dopravní pravidla na jízdu vlevo. Argumentem bylo, že změna obyvatelům umožní dovážet levnější vozy z Austrálie a Nového Zélandu.

## Zajímavosti
- Samoa vyprodukovala nejvíce wrestlerů k počtu obyvatel než nějaká jiná země na světě. Nejznámější wrestleři ze Samoy jsou Eddie Fatu, Rikishi a kořeny zde má i známy herec a wrestler Dwayne Johnson.
- Zemřel zde světoznámý skotský spisovatel Robert Louis Stevenson.